# Stjepan Filipović
 Ovo je glavno značenje pojma Stjepan Filipović. Za hrvatskog književnika kojemu je pseudonim bio Stjepan Filipović pogledajte Branko Jegić.
Stjepan Filipović (Opuzen, 27. siječnja 1916. – Valjevo, 22. svibnja 1942.), bio je komunist i tijekom Drugoga svjetskog rata pripadnik narodnooslobodilačkih partizanskih odreda. Narodnim herojem Jugoslavije proglašen je 14. prosinca 1949. godine.

## Životopis
Stjepan Filipović rođen je u Opuzenu, 1916. godine, u tadašnjoj Austro-Ugarskoj, današnjoj Hrvatskoj, kao treće od petero djece Antona i Ivke Filipović. Prije Drugoga svjetskog rata obitelj Filipović se dosta selila te je živio u Županji, Mostaru i u Kragujevcu. U Kragujevcu je izučio bravarski zanat i svladao osnove električarskog, stolarskog i knjigovezačkog zanata. Godine 1937. priključio se radničkom pokretu i prvi put uhićen je i osuđen na godinu dana zatvora, a 1940. godine pridružio se Komunističkoj partiji Jugoslavije.
Filipović se nalazio u Valjevu 1941. godine kada je počeo rat u Jugoslaviji. Početkom srpnja 1941. godine priključio se u Kolubarsku četu Valjevskoga partizanskog odreda gdje je postao desetar te vodnik i zamjenik komandira čete, a krajem rujna 1941. godine prešao je u Mačvanski partizanski odred gdje je vršio dužnost komesara odreda a nakon toga Filipović je imenovan za komandanta Tamnavsko-kolubarskoga bataljona Valjevskoga NOP odreda. Zbog podviga koje je učinio u napadu na Lajkovac i Krupanj, pohvalio ga je Josip Broz Tito.
Dne 24. prosinca 1941. godine zarobili su ga četnici koji su pripadali postrojbama četnika Koste Pećanca.
U četničkome zatvoru u Loznici bio je mučen pa je potom sproveden u Šabac gdje je zatvoren s ostalim zarobljenim partizanima, te su potom bili prebačeni u logor u šabačkom naselju Senjak koji je bio pod kontrolom Nijemaca i Ljotićevaca a potom je Filipović predan njemačkom Gestapu i premješten je u Beograd. Nakon neuspjelog ispitivanja početkom svibnja 1942. godine Filipović je premješten u Valjevo. Presudom njemačkoga vojnog suda Filipović je osuđen na smrt vješanjem.

Obješen je u Valjevu 22. svibnja 1942. godine, 15 minuta ranije nego što je bilo predviđeno. Na putu do pogubljenja i kod vješala, pred mnoštvom koje je dovedeno gledati javno vješanje, glasno je uzvikivao (cit. izv. na srp. jeziku): 
»Šta čekate? Što trpite? Uzmite puške i isterajte ovu žgadiju iz zemlje. Živela oslobodilačka borba i naši saveznici i prijatelji! Živeo Sovjetski Savez zaštitnik malih naroda! Dole germanske horde! Dole izdajnici našeg naroda! Živeo radni svet! Stojite i gledate. Ako budete samo stajali i gledali neprijatelj će i vas ovako jednog po jednog vešati. Smrti se ne plašite. Ona nije ništa. To ćete videti kroz nekoliko trenutaka kada ja budem umirao. Nije smrt strašna ako se zna zašto se umire.«

Dok mu je omča bila oko vrata u svome govoru pred smrt između ostaloga antifašističkim krilaticama izrazio je podršku Saveznicima, Titu, Staljinu, bratstvu slavenskih naroda, Crvenoj armiji i KPJ (cit. izv. na srp. jeziku): 
»Živeli naši veliki saveznici! Živeo drug Tito! Živela demokratija slobodnih naroda! Živeo vođa i zaštitnik naroda i seljaka drug Staljin! Živelo bratstvo slovenskih naroda koje će iz ovog rata izaći kao pobednik. Živela pobedonosna Crvena armija koja će doneti slobodu svim narodima sveta! Živela Komunistička partija Jugoslavije!«
Njegovo tijelo je na mjestu vješanja ostavljeno još nekoliko dana, a potom je odneseno u nepoznatom pravcu i ne zna se gdje je pokopan.
Njegova fotografija, koja je snimljena prije njegove smrti dok je stajao ispod vješala s uzdignutim rukama i stisnutim šakama, obišla je svijet i postala ikoničnom slikom Narodnooslobodilačkog pokreta.

## Braća
Brat Stjepana Filipovića, Šimun, strijeljan je u Kragujevcu 20. listopada 1941. godine za vrijeme njemačke odmazde nad stanovništvom toga grada. Po svjedočenju Stjepanove i Šimunove sestre Jelice, Šimun je kao Hrvat vjerojatno mogao izbjeći smrt međutim odbio je naglasiti svoje etničko podrijetlo podijelivši sudbinu svojih sugrađana. Drugi Stjepanov brat, Nikola, bio je borac Kragujevačkoga partizanskog odreda od 1941. godine, a poginuo je u svibnju 1943. godine na Zelengori kao borac Prve proleterske brigade NOVJ.

## Spomen
- Stjepan Filipović proglašen je narodnim herojem Jugoslavije 1949. godine.
- U Valjevu podignut mu je spomenik 1961. godine (rad Vojina Bakića).
- U rodnome Opuzenu podignut mu je spomenik 1978. godine (rad Mire Vuce i Stjepana Gračana).
- Četiri osnovne škole u SFRJ nosile su naziv po Stjepanu Filipoviću: u Opuzenu, Divcima (Valjevo), Velikim Crljenima (Lazarevac) i u Beogradu, a danas je samo osnovna škola u Divcima ostala nositi naziv po njemu.[3]
- Od 2011. godine dodjeljuje se, za glavnu nagradu, na Opuzenskom filmskom festvalu kipić "Stjepan Filipović" (rad kipara Davora Popovića).[7]

## Oskvrnuća spomenika i poprsja, planovi restauracije
- Njegov spomenik u Valjevu bio je više puta oskvrnut a poprsje koje je postavljeno u centru grada srušeno je u veljači 1991. godine. Obnovljeno je, a ponovno je porušeno 2004. godine.[3] Poprsje je potom nekoliko godina stajalo u prostorijama lokalnoga komunalnog poduzeća a nakon ponovnoga obnavljanja 13. kolovoza 2009. godine lokalni pripadnik neonacističke organizacije Nacionalni stroj na njemu je nacrtao kukasti križ.[3]

- U noći s 17. na 18. srpnja 1991. godine njegov spomenik u Opuzenu je miniran.[3] Počinitelji tog vandalizma nisu do danas pronađeni a spomenik još nije obnovljen. 2010. godine uklonjeno je postolje spomenika pri izgradnji poslovno-poduzetničke zone na ulazu u grad Opuzen.[8] Obnova spomeničkoga kompleksa Stjepanu Filipoviću ušla je među sedam prioritetnih na državnoj razini i novac je osiguralo Ministarstvo kulture Republike Hrvatske,[8] a planira se postavljanje spomenika u parku koji se nalazi u samom središtu grada.[9]